# Pietro Provedi
Pietro Provedi (Siena, 1562 – Napoli, 1623) è stato un architetto italiano.
Entrò a far parte dell'ordine dei Gesuiti nel 1604, fu dapprima intagliatore di metalli e di legname per poi passare completamente all'architettura. L'architetto fu nominato Architetto della Compagnia del Gesù nella provincia napoletana dal 1613 fino alla sua morte, costui progettò molte fabbriche gesuitiche nell'Italia meridionale; alcune delle sue opere più note sono la Chiesa del Santissimo Rosario a Paola, la Chiesa di Gesù e Maria a Castellammare di Stabia e il Complesso del Carminiello al Mercato di Napoli. 
Ma il vero capolavoro è la realizzazione della Chiesa del Gesù Vecchio, il progetto venne esaminato anche da Orazio Torriani e successivamente approvato, il progetto venne eseguito dal gesuita con il Torriani e non come attribuisce la critica al solo Provedi. Il progetto della chiesa di Provedi divenne una delle basi di studio per l'evoluzione delle planimetrie dei primi edifici del barocco napoletano, mentre eresse insieme al confratello Giuseppe Valeriano la Chiesa del Gesù Nuovo che rappresenta insieme a quello vecchio una delle più importanti testimonianze del Barocco.